# Necdet Yıldırım
Necdet Yıldırım (* 30. Dezember 1943 in Samsun; † 1. November 1969 ebenda) war ein türkischer Fußballspieler. Durch seine Tätigkeit für Eskişehirspor wird er mit diesem Verein assoziiert.

## Spielerkarriere

### Verein
Yıldırım begann seine Vereinsfußballkarriere 1954 bei Samsun Yolspor. Später spielte er für die Jugendmannschaften von Fener Gençlik SK und Yolspor. 
Bei Kayseri Şekerspor begann er das erste Mal in der Männermannschaft mitzuspielen. Aufgrund seines Militärdienstes musste er seine Karriere bei Kayseri Şekerspor pausieren und spielte stattdessen während seines Militärdienstes für die Militärmannschaft Muhafızgücü.
1966 wechselte er mit dem Ende seines Militärdienstes in die 1. Lig zu Eskişehirspor. Mit diesem Verein konnte er auf Anhieb den Başbakanlık Kupası gewinnen. Er etablierte sich schnell in der Startelf und stieg 1968 auch zum Nationalspieler auf. Nachdem bei Yıldırım im Frühjahr 1969 Darmkrebs diagnostiziert wurde, beendete er seine Karriere.

### Nationalmannschaft
Yıldırım wurde im Rahmen eines zum angesetzten 23. Oktober 1968 WM1970-Qualifikationsspiels gegen die Nordirische Nationalmannschaft vom damaligen Nationaltrainer Adnan Süvari das erste Mal in den Kader der türkischen Nationalmannschaft. Bei dieser Partie spielte er von Anfang an und gab sein Länderspieldebüt.

## Tod
1969 wurde bei Yıldırım Darmkrebs diagnostiziert. Um sein Krebsleiden behandeln zu lassen, reiste Yıldırım im Februar 1969 nach London. Obwohl Yıldırım mehrmals operiert wurde, verstarb er am 1. November 1969 in seiner Heimatstadt Samsun und wurde hier im Asri Friedhof beigesetzt.

## Erfolge
- Mit Eskişehirspor
  - Başbakanlık Kupası: 1966

## Trivia
- In seiner Wahlheimat Eskişehir ist ein Stadium nach ihm benannt.[5]